# Noir Ru et Vallée du Rechterbach
Noir Ru et Vallée du Rechterbach este o arie protejată (arie specială de conservare — SAC, sit de importanță comunitară — SCI, arie de protecție specială avifaunistică — SPA) din Belgia întinsă pe o suprafață de 693,77 ha, integral pe uscat.

## Localizare
Centrul sitului Noir Ru et Vallée du Rechterbach este situat la coordonatele 50°20′03″N 6°00′49″E / 50.334151°N 6.013689°E.

## Înființare
Situl Noir Ru et Vallée du Rechterbach a fost declarat arie de protecție specială avifaunistică în decembrie 2016 pentru a proteja 15 specii de animale. Alte tipuri de protecție:
- sit de importanță comunitară (în octombrie 2002)
- arie specială de conservare (în decembrie 2016)[1][3][4]

## Biodiversitate
Situată în ecoregiunea continentală, aria protejată conține 14 habitate naturale: Lacuri eutrofice naturale cu vegetație de tip Magnopotamion sau Hydrocharition, Cursuri de apă de la nivel de câmpie la nivel montan, cu vegetație Ranunculion fluitantis și Callitricho-Batrachion, Pajiști umede nord-atlantice cu Erica tetralix, Pajiști uscate europene, Liziere de ierburi înalte hidrofile de câmpie și de nivel montan până la alpin, Fânețe de joasă altitudine (Alopecurus pratensis, Sanguisorba officinalis), Turbării active, Mlaștini oligotrofe degradate, capabile încă de regenerare naturală, Mlaștini turboase de tranziție și turbării mișcătoare, Păduri de fag Luzulo-Fagetum, Păduri de stejar sau de stejar și carpen sub-atlantice și medio-europene de Carpinion betuli, Păduri acidofile de stejar bătrân cu Quercus robur pe câmpii nisipoase, Mlaștini împădurite, Păduri aluvionare cu Alnus glutinosa și Fraxinus excelsior (Alno-Padion, Alnion incanae, Salicion albae).
La baza desemnării sitului se află mai multe specii protejate:
- păsări (9): minunița (Aegolius funereus), cocoșul de mesteacăn (Bonasa bonasia), barză neagră (Ciconia nigra), ciocănitoare neagră (Dryocopus martius), sfrâncioc mare (Lanius excubitor), gaia roșie (Milvus milvus), vultur pescar (Pandion haliaetus), viespar (Pernis apivorus), ciocănitoare verzuie (Picus canus)
- mamifere (2): vidră de râu (Lutra lutra), liliac comun (Myotis myotis)
- nevertebrate (2): libelule (Leucorrhinia pectoralis), Lycaena helle
- pești (2): zglăvoacă (Cottus gobio), cicar (Lampetra planeri)

Pe lângă speciile protejate, pe teritoriul sitului au mai fost identificate 19 specii de plante, 1 specie de amfibieni, 6 specii de mamifere, 2 specii de nevertebrate.